# Gare d'El Mohgoun
La gare d'El Mohgoun est une gare ferroviaire algérienne située sur le territoire de la commune d'Arzew, dans la wilaya d'Oran.

## Situation ferroviaire
La gare se situe sur la ligne d'Oran à Arzew, où elle est précédée de la gare de Hassi Mefsoukh et suivie de celle d'Arzew.
| \| El Mohgoun Oran Es Senia Arzew Oued Tlelat Boutlélis \| Localisation de la gare d'El Mohgoun dans la wilaya d'Oran. |
| El Mohgoun Oran Es Senia Arzew Oued Tlelat Boutlélis                                                                   |

## Histoire
Lors de la colonisation, la gare portait le nom de gare de Sainte-Léonie.
Située à une altitude de 109,400 m, la gare est mise en service en 1900 lors de l'ouverture de la section d'Oran à Damesme de l'ancienne ligne d'Oran à Kenadsa où, située au point kilométrique (PK) 36,100, elle était précédée de la  gare de Renan-Kléber (actuelle Hassi Mefsoukh) et suivie de l'ancienne gare de Damesme (gare de Aïn El Bia),,.
L'ancienne gare est fermée en 1958 consécutivement à la fermeture de la section d'Oran à Damesme de la ligne d'Oran à Kenadsa. Une nouvelle gare est ouverte en 2011 lors de la mise en service de la nouvelle ligne d'Oran à Arzew.

## Service des voyageurs

### Dessertes
La gare d'El Mohgoun est desservie par les trains régionaux de la liaison Oran - Arzew.